# 失憶症：地堡
《失憶症：地堡》是一款由Frictional Games開發並發行在Windows、PlayStation 4、Xbox One和Xbox Series X/S平台上的生存恐怖遊戲，為失憶症系列的第四部作品，已於2023年6月6日公開發售。故事講述一名士兵被迫與怪物同困在一形同虛設的地堡內，為了求生，他必須找到逃脫的辦法。

## 遊戲玩法
《失憶症：地堡》和其前作一樣為第一人稱生存恐怖遊戲。故事舞台設在第一次世界大戰期間，玩家扮演被困在一掩體內，又被神秘且具光敏性的怪物「野獸」（the Beast）追殺著的法國士兵亨利·克萊蒙（Henri Clement）。為求生存，亨利需要維持基地的電力供應，並在收集隨機放置在遊戲地圖中的資源和彈藥的同時，利用轉輪手槍、霰彈槍及使用諸如手榴彈和信號彈等手投式物品對抗「野獸」，但有一點要注意的是：地堡的彈藥十分稀缺。掩體的環境昏暗，光源極其不足，為此玩家要定時注意亨利佩戴的手錶，其上顯示了發電機燃料的耗盡時間。若電源見底，基地會變得漆黑一片，「野獸」更會主動追獵亨利。為了預防這問題，玩家必須定時為發電機加油，並使用動力燈在掩體內探尋出口。
與系列前三作不同的是，《失憶症：地堡》以「半開放世界」為其特色，務求讓玩家能更自由地探索和實現他們的目標。遊戲本身的劇情並不多，但無論是推進主線，還是普通走動，「野獸」都時時刻刻威脅著亨利。在受到沉浸式模擬的啟發之下，《失憶症：地堡》的場景元素會因應玩家的行動而改變。舉個例子，玩家可以將油倒在地上再點燃，以創造一個用於嚇唬怪物的臨時光源。此外，玩家要定期進入安全屋存檔，同時利用其中的箱子儲存物品，以及通過觀看地圖來更好了解遊戲的佈局。

## 開發與發行
Frictional Games形容《失憶症：地堡》是該系列的「關鍵作」，原因在於它在著重創發遊戲性的同時，也融入了沙盒類遊戲的元素。根據遊戲總監弗雷德里克·奧爾松（Fredrik Olsson）所言，該作的團隊把開發重心放在可重玩性上，期盼遊戲在每次重玩時都能為玩家帶來獨特的體驗。他們也希望通過使用程序化生成，來避免《失憶症：地堡》出現「線性和可預測」的橋段。奧爾松還補充道儘管《失憶症：地堡》存在可讓玩家探索遊戲世界及其故事的「日記帳」系統，但其團隊優先考慮開發遊戲玩法，而不是設計遊戲的敘事。
《失憶症：地堡》在2022年12日遭披露，並原定在2023年3月公開發售，但後來Frictional Games以團隊「經歷一個傷病連連的艱困冬季」為由，將遊戲發行日期推遲至同年五月，隨後又因「不可預見的認證問題」而進一步延期到六月。2023年6月6日，《失憶症：地堡》在Windows、PlayStation 4、Xbox One和Xbox Series X/S平台上公開發售。

## 反應
《失憶症：地堡》發行後收獲廣泛良好的評價。在Metacritic上，該作的PC版根據57條評論獲得77/100分，PS4版為13條評論的75/100分，而XSXS則是75/100分（9條評論），三者皆屬「大致正面評價」級別。
在抨擊怪物AI不夠好的同時，IGN的莉安娜·哈弗（Leana Hafer）仍是給予《失憶症：地堡》8/10分，並讚賞該作透過有限的發電機燃料來向玩家施壓，而這也意味著每次前往掩體的邊隅都具目的和迫切性。GameSpot的馬克·德萊尼（Mark Delaney）與哈弗一樣給出8/10分，他稱讚該作資源管理機制帶出的緊張感，並表示：「所有資源都是有限的，也因如此，消耗其任何一個都必須有充分的理由，否則只是自挖墳墓」。GamesRadar+的希倫·克萊爾（Hirun Cryer）雖然為《失憶症：地堡》打出五星中的四星，卻認為遊戲比此前數作要遜色一些，儘管以舊檔案闡述恐怖故事的方式教人眼前一亮，但與Frictional過去的作品相比還是不完全在同一水平上。
《PC Gamer》的泰德·利奇費爾德（Ted Litchfeld）給予《失憶症：地堡》93/100分，讚揚該作的音效設計，並說：「地堡有一種仿佛讓人身處在洞穴內、低沉且連續的環境音樂，還不時夾雜著老鼠的尖聲吱叫、『野獸』偶爾發出的喊叫，以及德軍大砲那震耳欲聾的轟炸聲」。Eurogamer的維琪·布萊克（Vikki Blake）則為《失憶症：地堡》給出五星中的四星，也與利奇費爾德一樣表示很喜歡這種利用環境本身驅使玩家嘗試發掘新事物的方式，她評論道：「儘管很可怕，但當得知自己的勇敢探索和創造力發揮以這種有趣的方式得到回報時，實在令人震奮」。

## 外部連結
- 官方网站